# 금지된 장난
《금지된 장난》(Jeux Interdits, Forbidden Games)은 프랑스에서 제작된 르네 클레망 감독의 1952년 드라마, 전쟁 영화이다. 조르주 푸줄리 등이 주연으로 출연하였고 로버트 돌프먼 등이 제작에 참여하였다.

## 줄거리
1940년 6월, 프랑스 공방전 중이다. 파리 (프랑스)를 탈출하는 난민 행렬에 대한 독일 공습으로 5살 폴레트의 부모와 반려견이 죽자, 트라우마에 시달리는 그 아이는 10살 미셸 돌레를 만난다. 미셸의 농민 가족은 폴레트를 받아들인다. 폴레트는 빠르게 미셸에게 정이 든다. 둘은 버려진 물레방앗간의 폐허 속에 작은 공동묘지를 몰래 만들며 주변의 죽음과 파괴에 대처하려고 한다. 그곳에 폴레트의 개를 묻고 다른 동물들을 묻기 시작하며, 미셸의 형의 무덤을 포함하여 지역 공동묘지에서 훔친 십자가로 무덤을 표시한다. 미셸의 아버지는 처음에는 미셸의 형의 십자가가 이웃에 의해 공동묘지에서 도난당했다고 의심한다. 결국, 아버지는 미셸이 십자가를 훔쳤다는 것을 알게 된다.
한편, 프랑스 헌병이 폴레트를 데려가기 위해 돌레 가족의 집으로 온다. 미셸은 폴레트가 떠나는 것을 견딜 수 없어 아버지에게 훔친 십자가가 어디 있는지 알려주겠다고 말하지만, 그 대가로 폴레트를 헌병에게 넘기지 말라고 한다. 아버지가 약속을 지키지 않자, 미셸은 십자가를 개울에 던져 파괴한다. 폴레트는 결국 적십자 캠프로 가게 되지만, 영화의 마지막에는 캠프의 사람들 속으로 달려가며 미셸을, 그리고 어머니를 울부짖는 모습이 보인다.

## 출연

### 주연
- 조르주 푸줄리
- 브리지트 포시

### 조연
- 아메디
- 로렌스 배디
- 마델레인 바버리
- 수잔 커탈
- 뤼시앙 위베르
- 자크 마린
- 피에르 메로베

## 기타
- 원작자: 프랑수아 보이어
- 프로듀서: 폴 졸리
- 미술: 폴 베르트랑

## 한국어 더빙 성우진(KBS, 1994년 4월 17일)
- 박영남 - 미셸 (조르주 푸줄리)
- 송도영 - 폴레트 (브리지트 포시)
- 최흘
- 김민규
- 김정희
- 성선녀
- 조동희
- 성병숙
- 김혜미
- 문관일